# Sanguié (tỉnh)
Sanguié là một trong 45 tỉnh của Burkina Faso, tọa lạc ở Vùng Centre-Ouest.
Tỉnh này có diện tích 5.178 km², dân số năm 1997 là 249.169 người, mật độ dân số là 48,1 người/km² 
Thủ phủ là Réo.
Sanguie được chia thành 9 tổng:
- Dassa
- Didyr
- Godyr
- Khyon
- Kordie
- Pouni
- Réo
- Tenado
- Zawara